# Pacte de non-agression germano-polonais

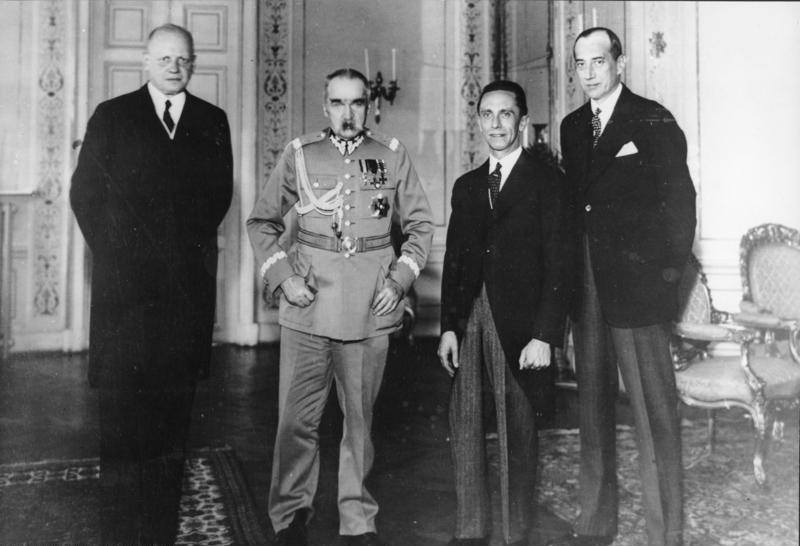
Rencontre le 15 juin 1934 à Varsovie entre le maréchal Pilsudski et Joseph Goebbels.

Le Pacte de non-agression germano-polonais (en allemand : Deutsch-polnischer Nichtangriffspakt ; en polonais : Polsko-niemiecki pakt o nieagresji ; Pacte Pilsudski-Hitler) fut signé le 26 janvier 1934 entre la Pologne de Józef Piłsudski et le Troisième Reich d'Adolf Hitler. Le pacte visait à interdire pour dix années le recours à la force dans la résolution des conflits frontaliers et économiques entre les deux pays.
En conséquence, la Pologne put maintenir des relations cordiales avec l'Allemagne pendant les cinq premières années qui suivirent la conclusion du traité, tout en gardant des relations amicales avec la France (avec laquelle elle avait signé une alliance) et le Royaume-Uni.
Le traité est dénoncé unilatéralement par Hitler le 28 avril 1939 après le refus polonais d'accepter l'annexion par l'Allemagne du « corridor de Dantzig ». Le traité fut formellement abrogé lorsque l'Allemagne envahit la Pologne le 1er septembre 1939.